# ひるぜんジャージーランド

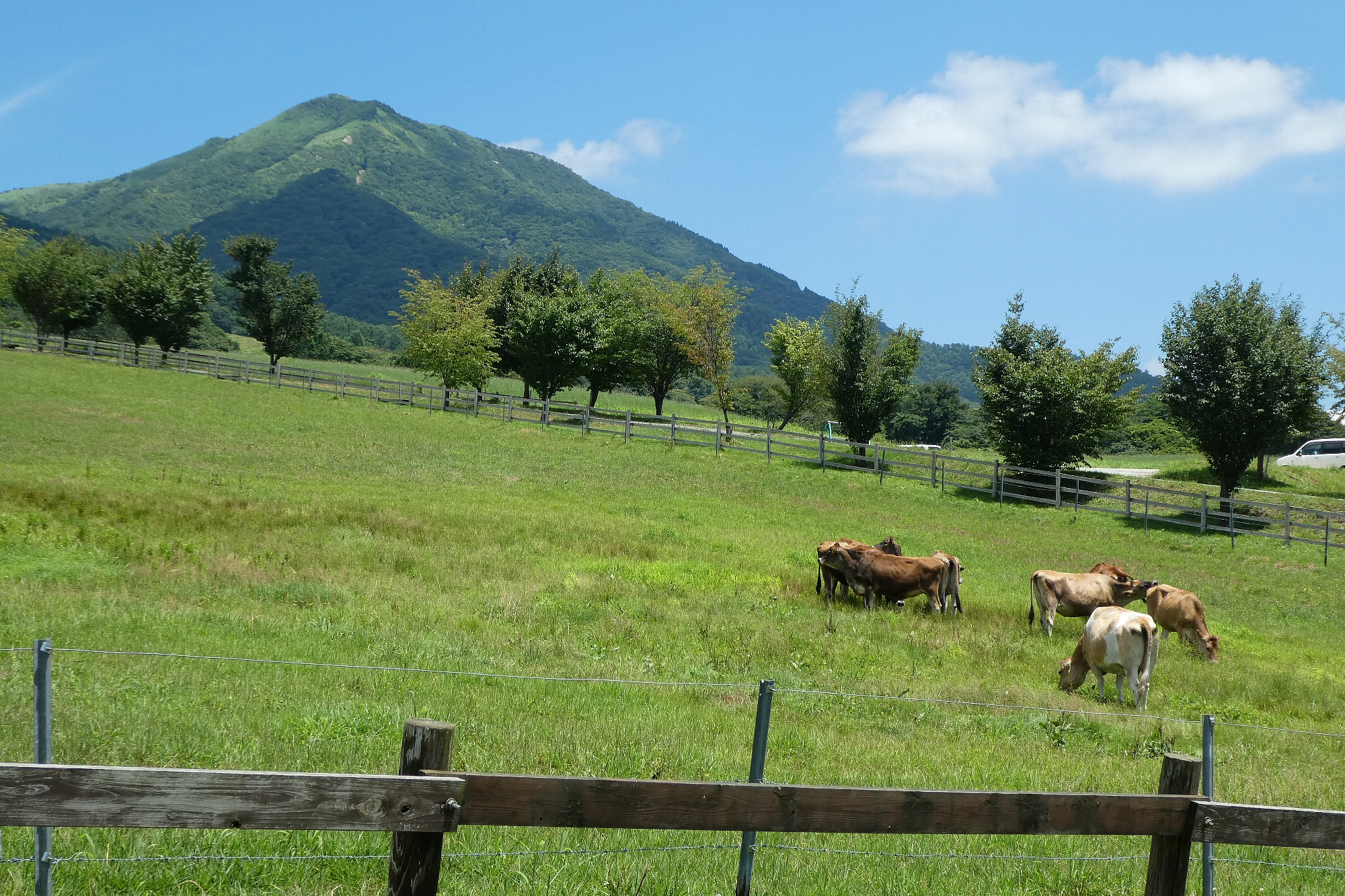
放牧されているジャージー牛

ひるぜんジャージーランドは岡山県真庭市蒜山中福田にある蒜山酪農農業協同組合直営の消費者との交流施設。蒜山の南側斜面中腹に位置する。

## 概要
蒜山酪農農業協同組合は、消費者との交流を深めることによりジャージー牛による酪農を理解してもらい、そこから幅広い地域の情報を得ることにより今後の農業振興や地域活性化への方向づけを行うため、消費者と生産者が直接交流する「ひるぜんジャージーランド構想」を打ちだした。
構想の基本的コンセプトは「ひるぜんジャージーランドを中核とした蒜山高原の景観とジャージー乳肉製品で観光客・消費者をもてなし、かつ動植物や大自然に触れる酪農と地球環境を基本テーマとして、改めて人間の幸福を考えるオアシスとし、ひいては地域産業の一端となることを希う」、として、その中核施設として1996年（平成8年）に地域食材供給施設と総合交流ターミナル施設を整備した。

## 所在地
- 岡山県真庭市蒜山中福田956-222

- 蒜山中福田 - 地理院地図
- ひるぜんジャージーランド - Google マップ

## 沿革
- 1996年（平成8年）ひるぜんジャージランドを開設。
- 2003年（平成15年）ジャージー牛乳の加工処理施設が完成[2]。

## 主な施設
地域食材供給施設
- レストラン…ジャジー牛製品
- 加工施設…ハム加工施設、食肉加工施設、ジャージー牛乳の加工処理施設

総合交流ターミナル施設
- 消費者交流ホール・休憩室

## 利用情報
- レストラン営業時間
  - 9:00～17:00（3月-12月）
  - 10:00～16:00（1月-2月）
- 休業日 - 1月1日、1月・2月は毎週水曜日
- 入場無料、駐車場料金無料
- 駐車場-大型バス3台、普通車300台

## その他
- 乳搾り体験
- 搾乳・餌やり・アイスクリーム作り体験
- 花壇…夏は、ひまわり、秋は、コスモスが咲く。
- ジャージー牛乳の加工処理施設見学

## 交通アクセス
- 米子自動車道蒜山インターチェンジより約10分

## ギャラリー

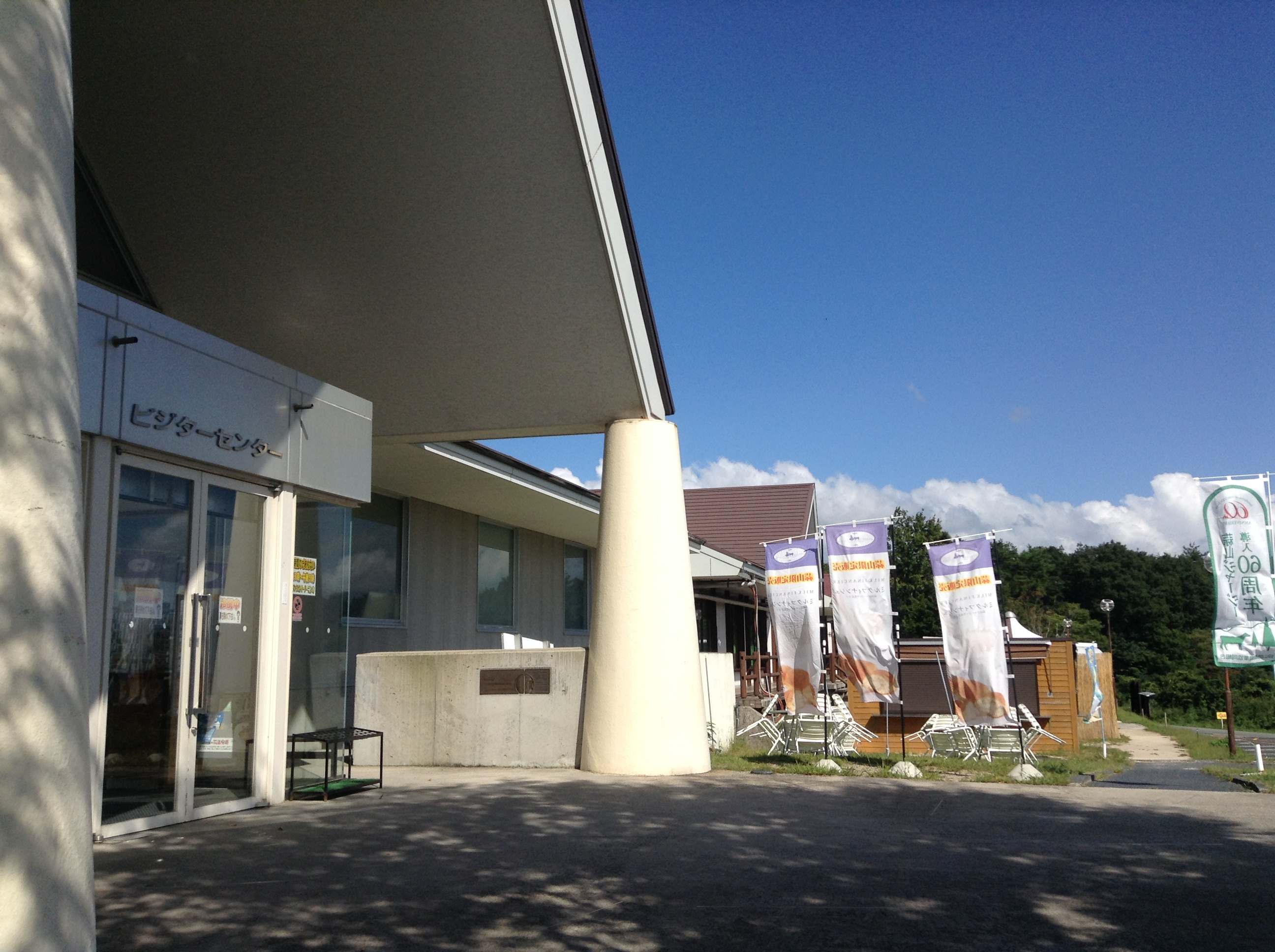
ビジターセンター
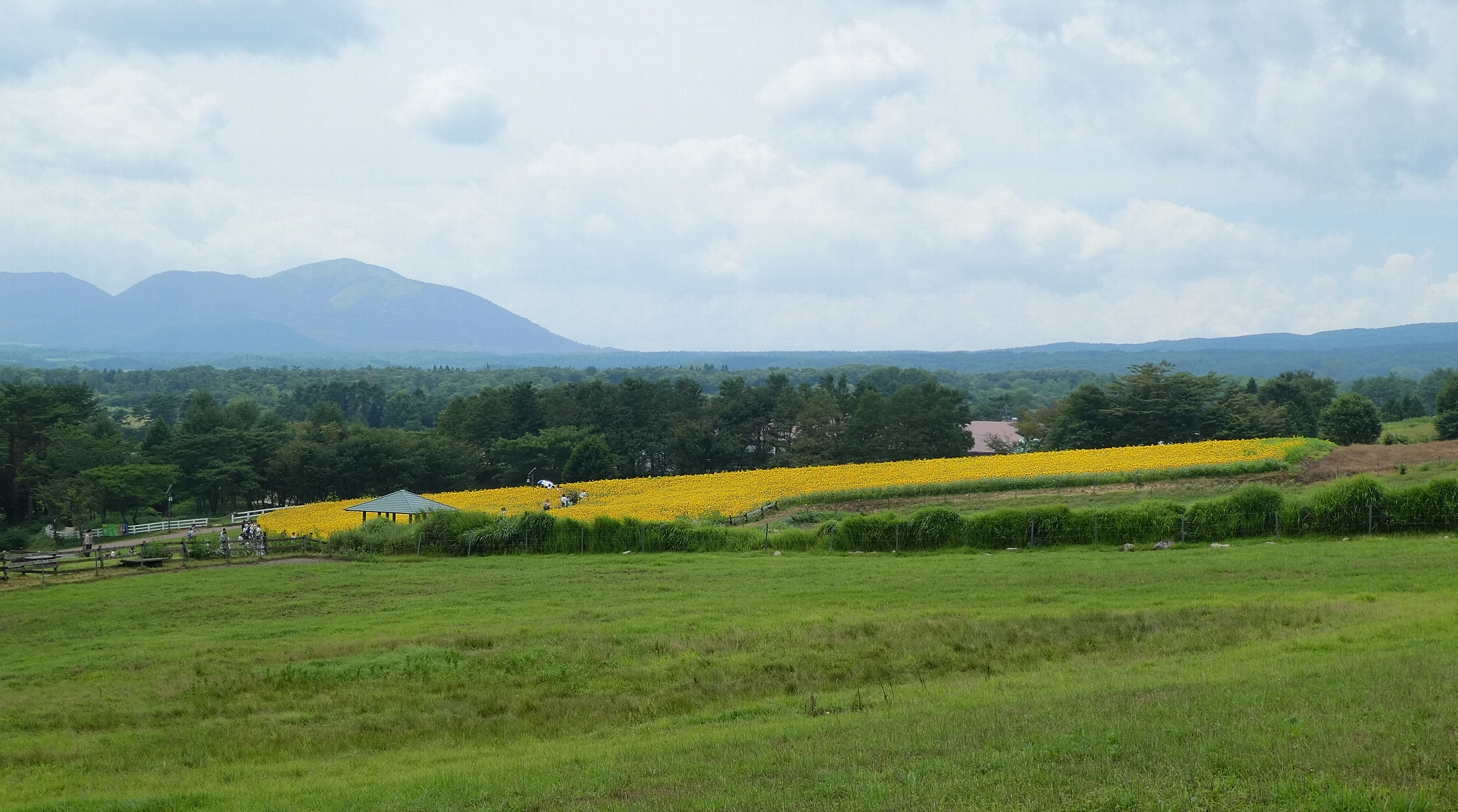
ひまわり畑全景
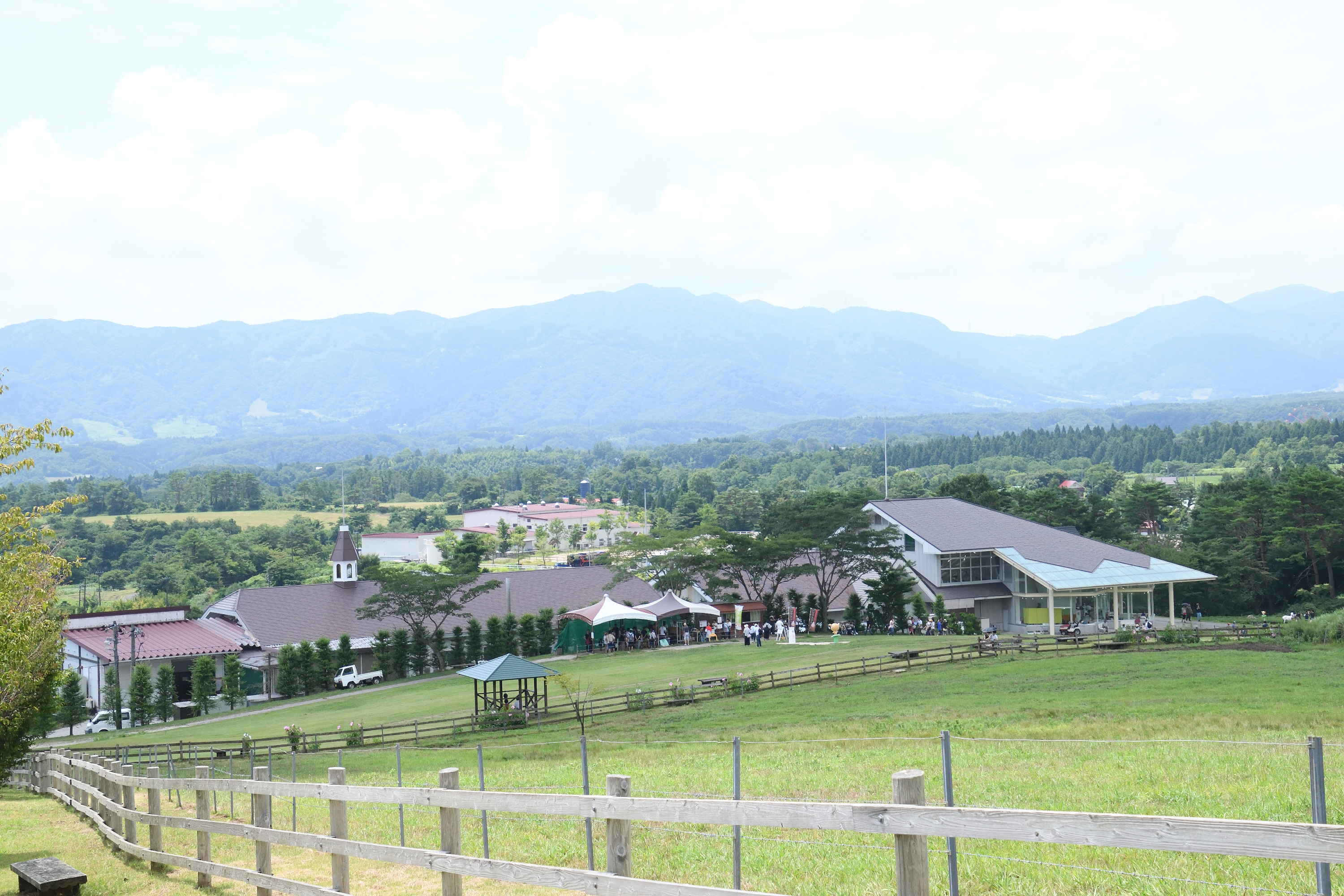
建物全景
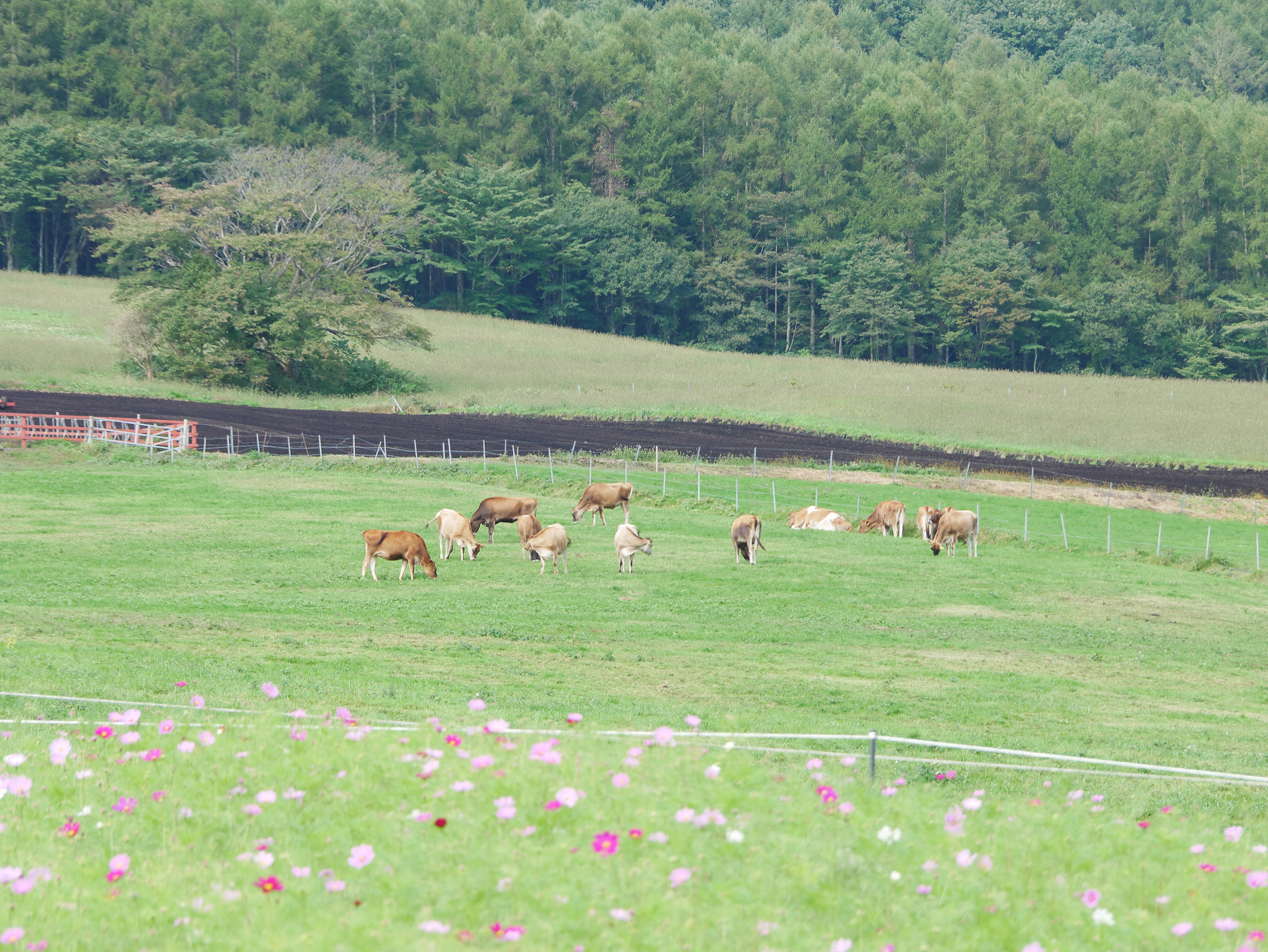
コスモスとジャージ牛
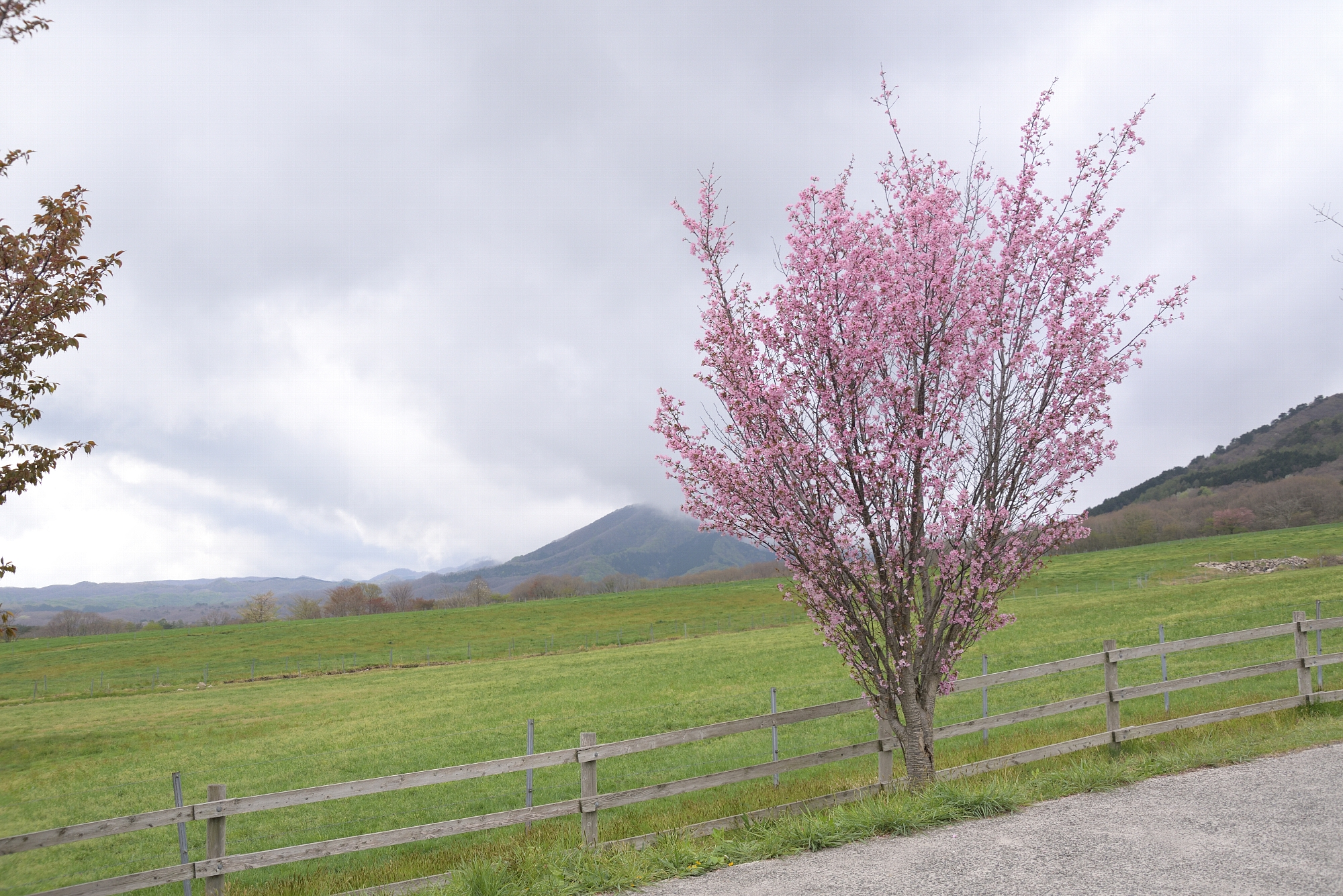
桜
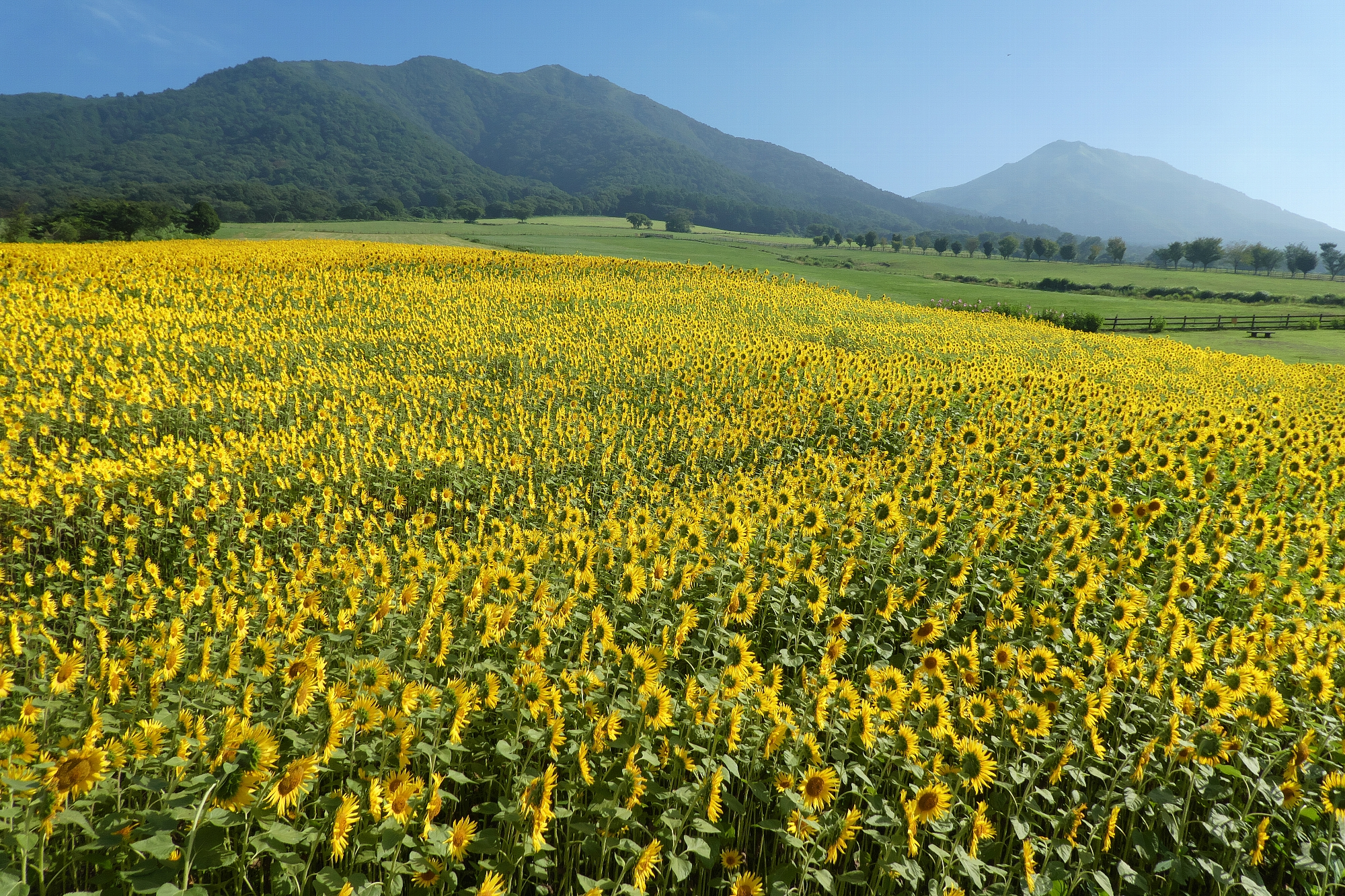
2019年ひまわり
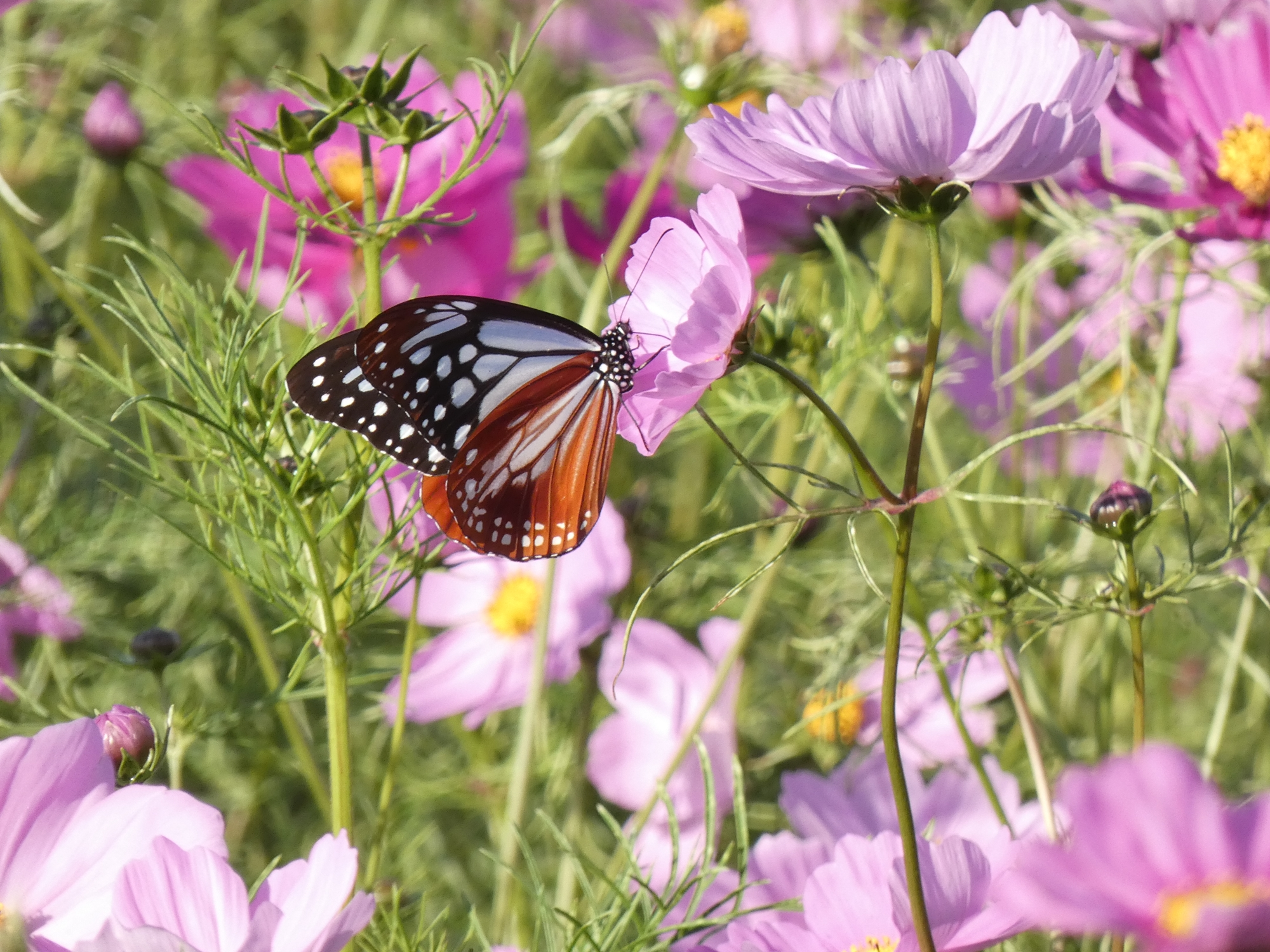
2020年秋桜とアサギマダラ